# Kerekhálós pókok
A kerekhálós pókok (Araneoidea) a pókoknak a főpókok (Araneomorpha) alrendjébe tartozó öregcsalád. 15 nyolcszemű pókcsalád 11 155 faja tartozik ide. A pókcsaládok az alábbiak:
- Anapidae
- Keresztespókfélék (Araneidae)
- Cyatholipidae
- Linyphiidae
- Mysmenidae
- Nephilidae
- Nesticidae
- Pimoidae
- Sinopimoidae[1]
- Symphytognathidae
- Synaphridae
- Synotaxidae
- Tetragnathidae
- Theridiidae
- Theridiosomatidae

## Fordítás
- Ez a szócikk részben vagy egészben az Araneoidea című angol Wikipédia-szócikk ezen változatának fordításán alapul.  Az eredeti cikk szerkesztőit annak laptörténete sorolja fel. Ez a jelzés csupán a megfogalmazás eredetét és a szerzői jogokat jelzi, nem szolgál a cikkben szereplő információk forrásmegjelöléseként.